# Tiberio Coruncanio
Tiberio Coruncanio (Tiberius Coruncanius in latino; fl. III secolo a.C.) è stato un politico e religioso romano, figlio del plebeo Tiberio.

## Biografia
(Pomponio, Enchiridion D.1,2,2,38)
Da console, nel 280 a.C., sconfisse le città etrusche di Vulci e Volsinii, e per questo ottenne il trionfo.
Nel 254 a.C. fu il primo plebeo ad essere eletto pontefice massimo a Roma.
Stabilì che le riunioni dei pontìfices fossero aperte al pubblico e successivamente sancì l'Editto di Tiberio Coruncanio, con il quale stabiliva che l'onere dei cerimoniali dei sacra familiari incombeva su coloro che avessero acquisito il patrimonio del pater familias.
Diventò famoso per essere stato il primo Pontifex Maximus a publice profiteri (cioè dava insegnamenti e pareri in pubblico). Un'altra novità fu la rivelazione pubblica di alcuni atti religiosi, tenuti nascosti dai pontefici precedenti: esempi sono la rivelazione del calendario, oltre alla metodologia processuale e all'interpretatio delle XII tavole, sino a quel momento tenuta segreta, affinché anche i giuristi laici a poco a poco poterono interpretare il diritto delle tavole.